# Чемпионат мира по бобслею 1959
18-й чемпионат мира по бобслею и скелетону прошёл с 7 по 15 февраля 1959 года в городе Санкт-Мориц (Швейцария).

## Соревнование двоек
| Золото                        | Серебро                          | Бронза                            |
| Эудженио Монти, Ренцо Альвера | Серджо Дзардини, Серджо Сьорпаэс | Артур Тайлер, Чарльз Томас Батлер |

## Соревнование четвёрок
| Золото                                                                  | Серебро                                                                            | Бронза                                                               |
| Артур Тайлер, Гэри Шеффилд, Паркер Вурис, Чарльз Томас Батлер (5:10,82) | Серджо Дзардини, Ферруцио Далла Торре, Романо Бонагура, Альберто Риджини (5:11,17) | Франц Шелле, Эдуард Калтенбергер, Йозеф Стерфф, Отто Гёбль (5:11,95) |

## Медальный зачёт
| Место | Страна | Золото | Серебро | Бронза | Всего |
| ----- | ------ | ------ | ------- | ------ | ----- |
| 1     | Италия | 1      | 2       | 0      | 3     |
| 2     | США    | 1      | 0       | 1      | 2     |
| 3     | ФРГ    | 0      | 0       | 1      | 1     |